# بخش بلا ویستا
بخش بلا ویستا (به اسپانیایی: Departamento Bella Vista) یک منطقهٔ مسکونی در آرژانتین است که در استان کورینتس واقع شده‌است. بخش بلا ویستا ۱٬۶۹۵ کیلومتر مربع مساحت و ۳۵٬۳۵۰ نفر جمعیت دارد.